# MCIWS
Мультикалиберная система индивидуального оружия (англ. Multi Calibre Individual Weapon System) MCIWS — штурмовая винтовка, разработана индийским Центром исследований и разработок вооружений (г. Пуна), входящим в DRDO.

## История создания
MCIWS - впервые ее презентация была проведена на DEFEXPO 2014.Разработка штурмовой винтовки MCIWS была заказана правительством в рамках программы импортозамещения, с целью развития собственной оружейной промышленности. Винтовка MCIWS будет использоваться не только армией, но и полицией, а также спецподразделениями.

## Особенности конструкции
Главная особенность конструкции штурмовой винтовки MCIWS это возможность оснащения сменными стволами с калибром 5,56 стандарта НАТО, 7,62х39 и 6,8 мм Remington SPC, возможность конфигурировать оружие исходя из выполняемой миссии.
Оружие оснащено весьма эргономичной пистолетной рукояткой из высококачественного алюминиевого сплава.
Верхняя часть ствольной коробки оснащена планкой Пикатинни что позволяет крепить прицелы различного вида.
Также конструкция MCIWS даёт возможность использовать подствольный гранатомёт.
Винтовка оснащена магазином на 30 патронов.

## Характеристики[2]
- Масса 3,4кг без магазина
- Масса 4,0кг с магазином на 30 патрон
- Длина 910 мм
- Эффективная дальность стрельбы 500 м
- Калибр 	5,56х45мм; 7,62х39мм; 6,8х43мм